# Ludolf von Mihla
Ludolf von Mihla († 6. August 1285) war von 1280 bis 1285 Bischof von Naumburg.
Ludolf stammte aus der Familie der Truchsess von Schlotheim, die sich als Linie nach Mihla nahe Eisenach nannte. Er wurde vom Domkapitel erwählt. Als Bischof war er mit der Abtragung von Schulden beschäftigt. Er erteilte zahlreichen Klöstern und Kirchen außerhalb des Bistums Ablässe. Der Ort seiner Bestattung ist unbekannt.